# 주차장

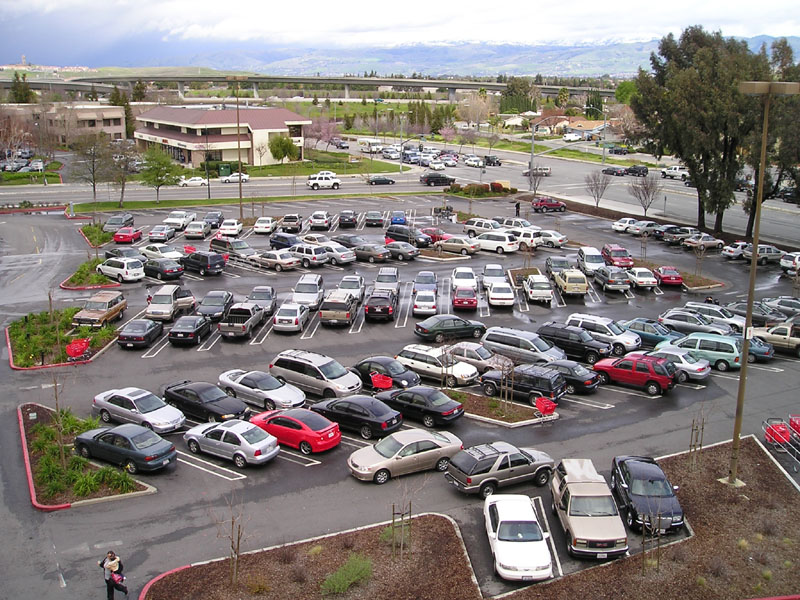
주차장

주차장(駐車場, 영어: parking lot, car park, 문화어: 차마당)은 자동차의 주·정차를 위하여 마련된 장소이다. 차량 주차를 위한 정리된 공간이다. 이 용어는 일반적으로 내구성 또는 반내구성 표면을 갖춘 주차 전용 영역을 나타낸다. 자동차가 주요 교통수단인 대부분의 국가에서 주차장은 모든 도시와 교외 지역의 특징이다. 쇼핑몰, 스포츠 경기장, 대형 교회 및 이와 유사한 장소에는 종종 거대한 주차장이 있다.
주차장은 불투수 표면이 광범위하고 대부분의 주차장에는 유출수를 제어할 수 있는 시설이 제한되어 있거나 전혀 없기 때문에 수질 오염원이 되는 경향이 있다. 오늘날 많은 지역에서는 그늘을 제공하고 포장된 표면이 열섬에 영향을 미치는 정도를 완화하는 데 도움이 되도록 주차장에 최소한의 조경이 필요하다. 많은 지방 자치 단체에서는 상점(바닥 면적 기준) 및 아파트 단지(침실 수 기준)와 같은 건물에 대해 최소 주차 공간 수를 요구한다. 미국에서는 각 주의 교통부에서 개인 사업장과 공공 주차장에 대한 장애인 공간에 대한 적절한 비율을 설정한다. 현대 주차장에서는 다양한 기술을 사용하여 운전자가 주차 요금을 지불하고, 비어 있는 공간을 찾아 차량을 회수하도록 돕고, 주차 경험을 개선할 수 있다.

## 현황

### 대한민국
도심지 교통의 혼잡을 막기 위하여 대부분의 대도시에서는 노상 주차를 제한하는 방향으로 되어 가고 있다. 그 한 방편으로 일정 지역에 주차장을 설치하여 주차장 이외의 노상주차를 금지하고 있다.
서울특별시에도 도심지 여러 곳에 유료주차장을 설치하고 있는데 이 도심지 유료주차장을 이용하는 차는 주로 자가용 승용차가 대부분이다. 현재 도시건축법에 따라 도심지에 빌딩을 건축할 때에는 일정한 비율의 주차시설을 건물지하나 건물내에 설치하게 되어 있다. 이처럼 도심지의 노상주차 금지와 건축법의 강제의무규정에 따라 각종의 주차기계시설이 발달되고 있고 주차전용 건물도 세워지고 있다.

### 일본
일본의 주차장은 대한민국과 비슷한 주차 체계를 갖추고 있으며, 오토바이 등 2륜 자동차에 대한 주차법까지 개정하려고 준비중에 있다. 주차비용은 엔화로 대부분 지불하며, 평행 주차장이 많이 존재하기도 한다.

### 중국
중국의 주차장은 도로나 노상에서의 주차가 법으로 금지됨에 따라 주차장을 공영으로 운영하고 있고, 일부는 무료로 개방되는 주차장들도 다수 있다. 대표적으로는 다중 이용 시설이 밀집한 구역이나 건축물 안에서 주차하게 되는 경우가 주류를 이룬다.

### 대만
대만도 한국, 중국, 일본과 유사하게 주차 시스템을 체계적으로 정비되어 있는 것으로 보인다.

### 미국
미국의 경우 총기 난사 사건과 코로나 감염병 예방 차원상 드라이브스루 시설을 갖춘 대형 주차장도 있고 일부는 자택 내에도 주차장이 별도로 병설되어 있다. 그 외에도 건물마다 곳곳에서 주차 코너가 체계적으로 완비되어 있다.

## 주차장의 종류

### 장소에 따른 구분
- 실내주차장
- 실외주차장
- 지하주차장
- 옥상주차장

### 요금에 따른 구분
- 무료주차장
- 유료주차장

### 시설에 따른 구분
- 독립주차장
- 부설주차장

## 같이 보기
- 주거장(주륜장)
- 주기장(에어포트 에이프런)
- 주차공간